# Cardamine

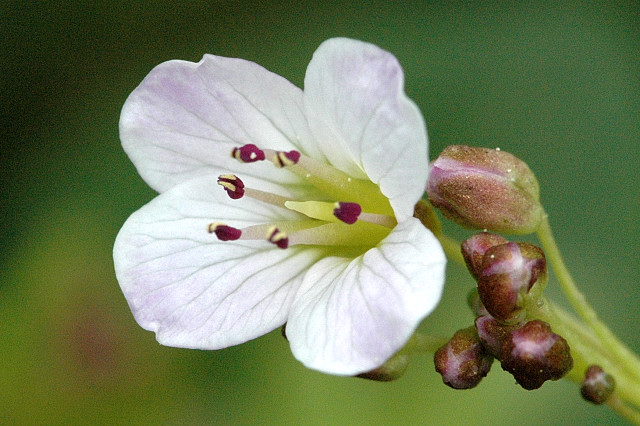
Cardamine amara

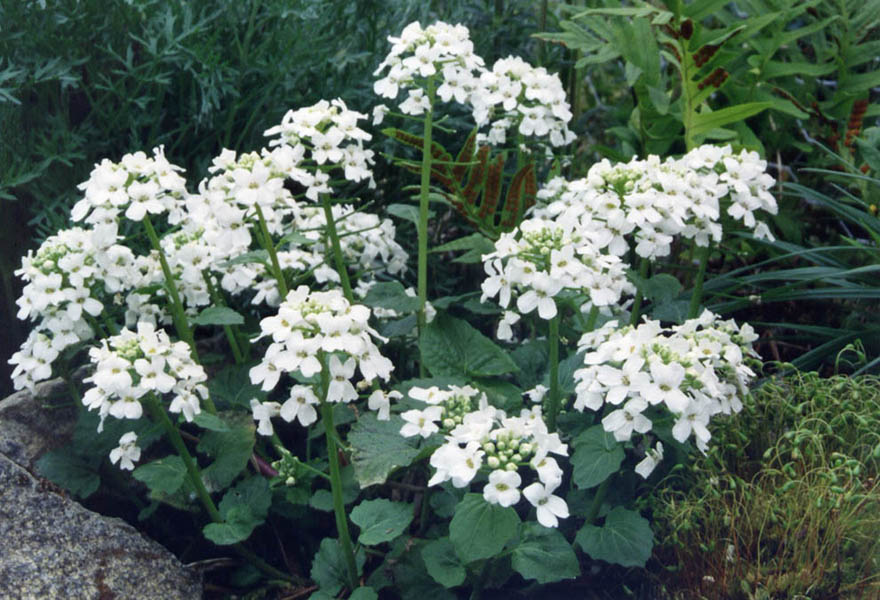
Cardamine asarifolia

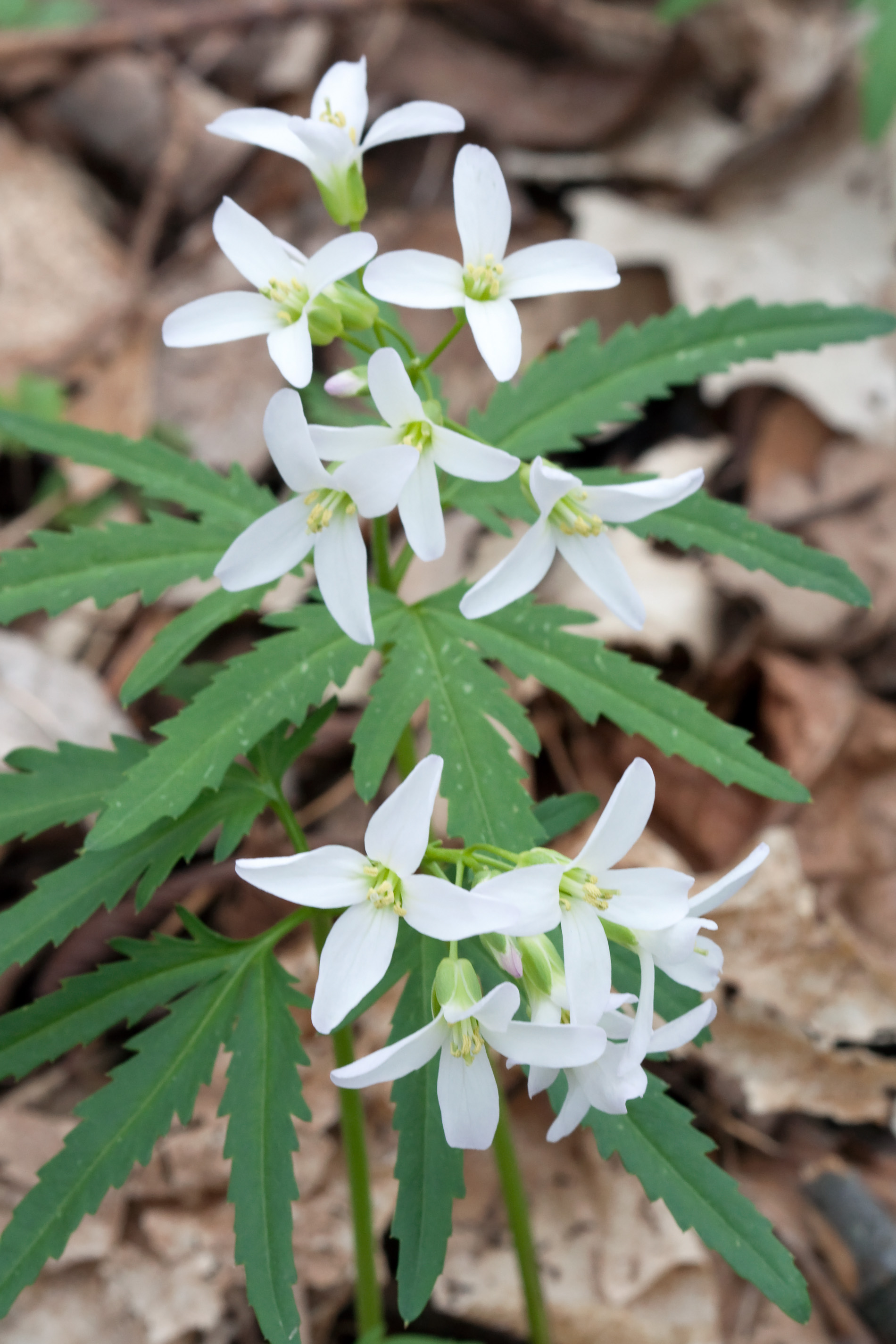
Cardamine concatenata

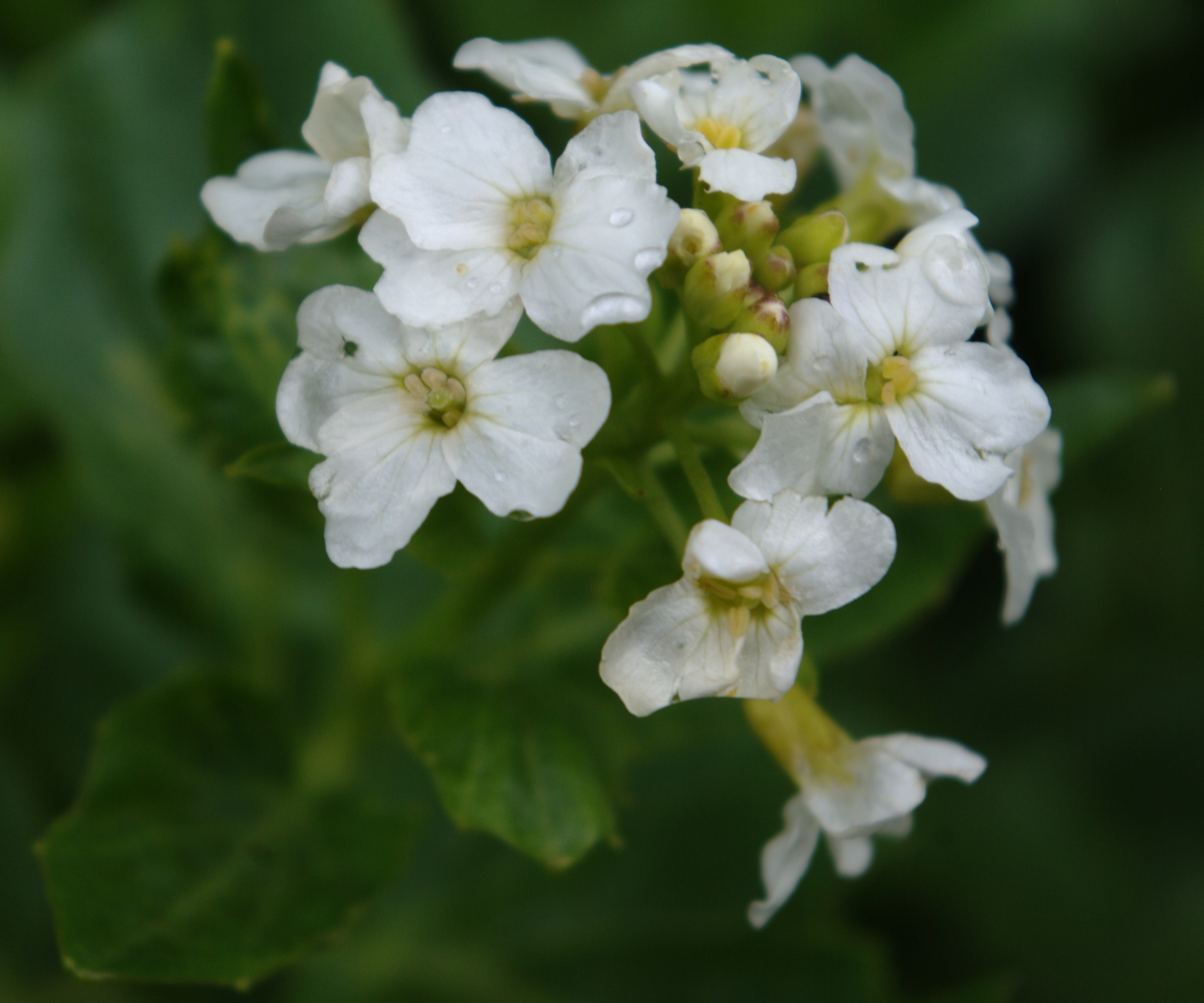
Cardamine cordifolia

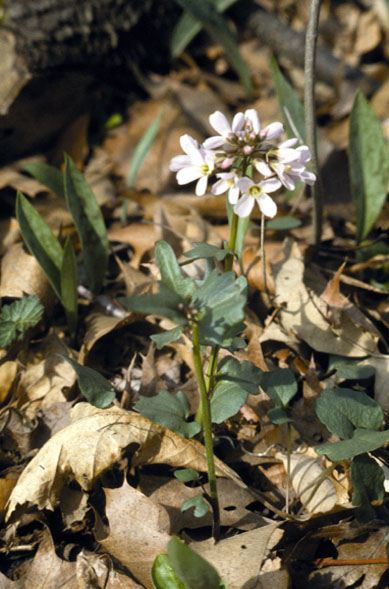
Cardamine douglassii

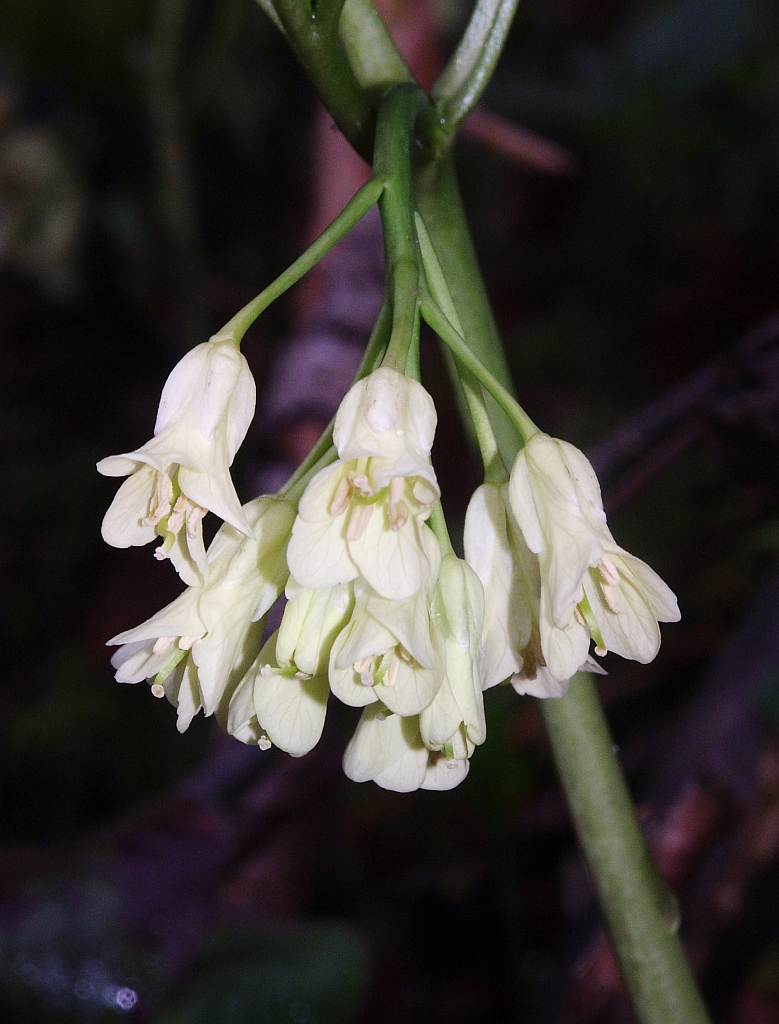
Cardamine enneaphyllos

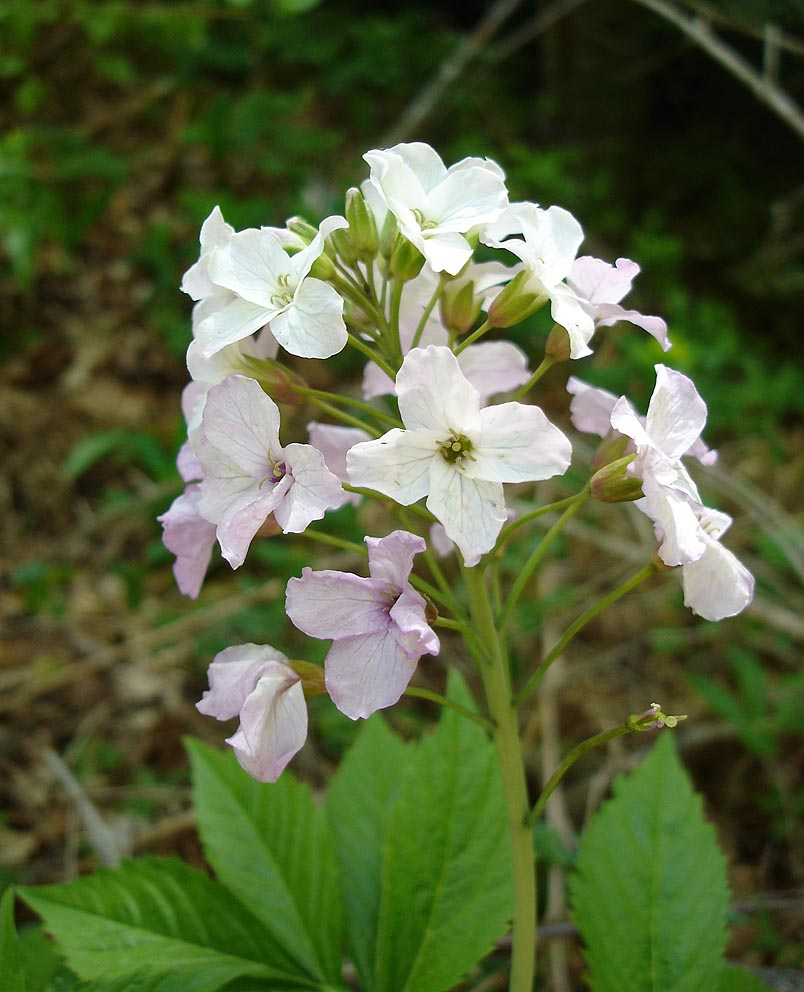
Cardamine heptaphylla

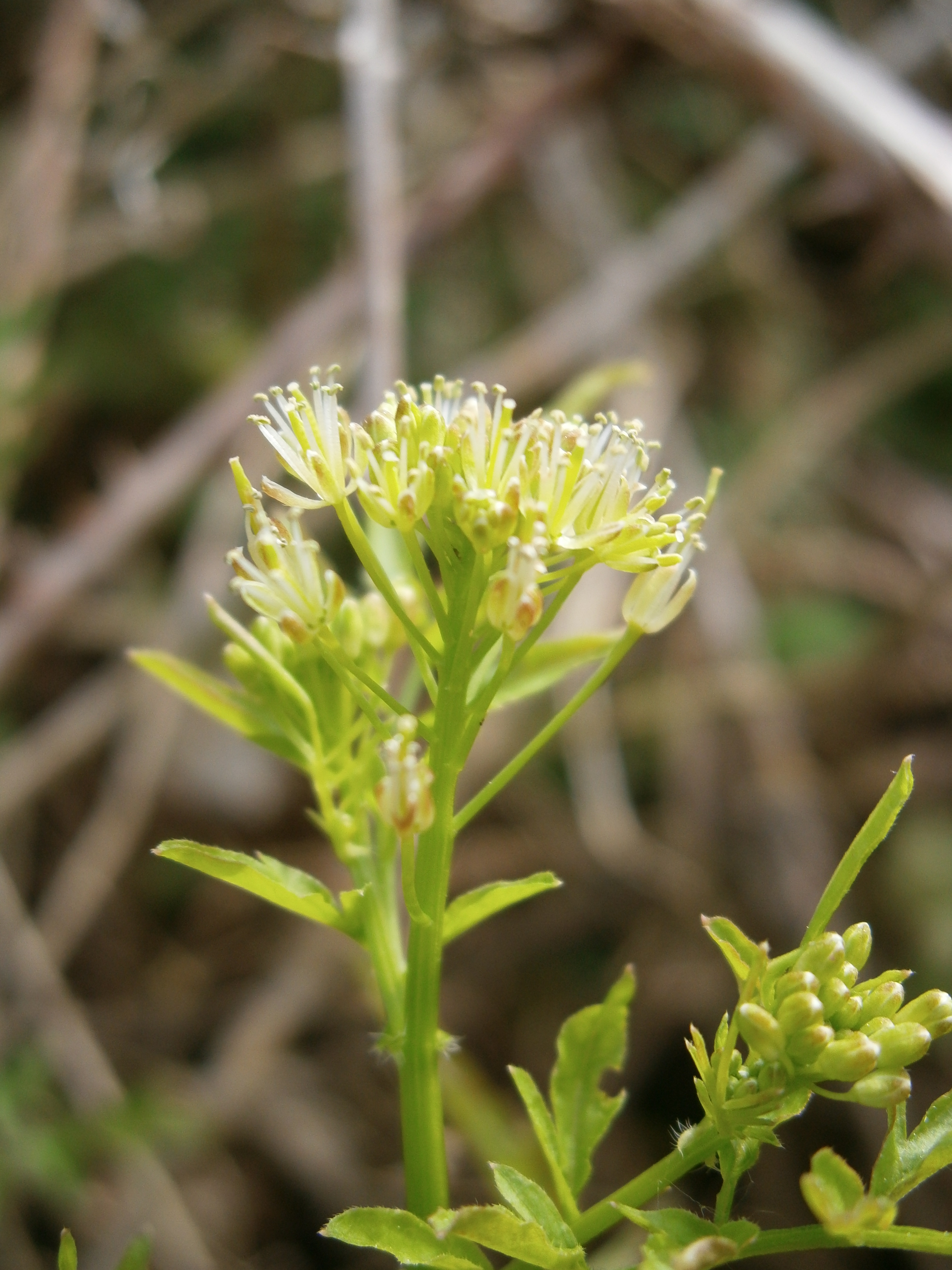
Cardamine impatiens

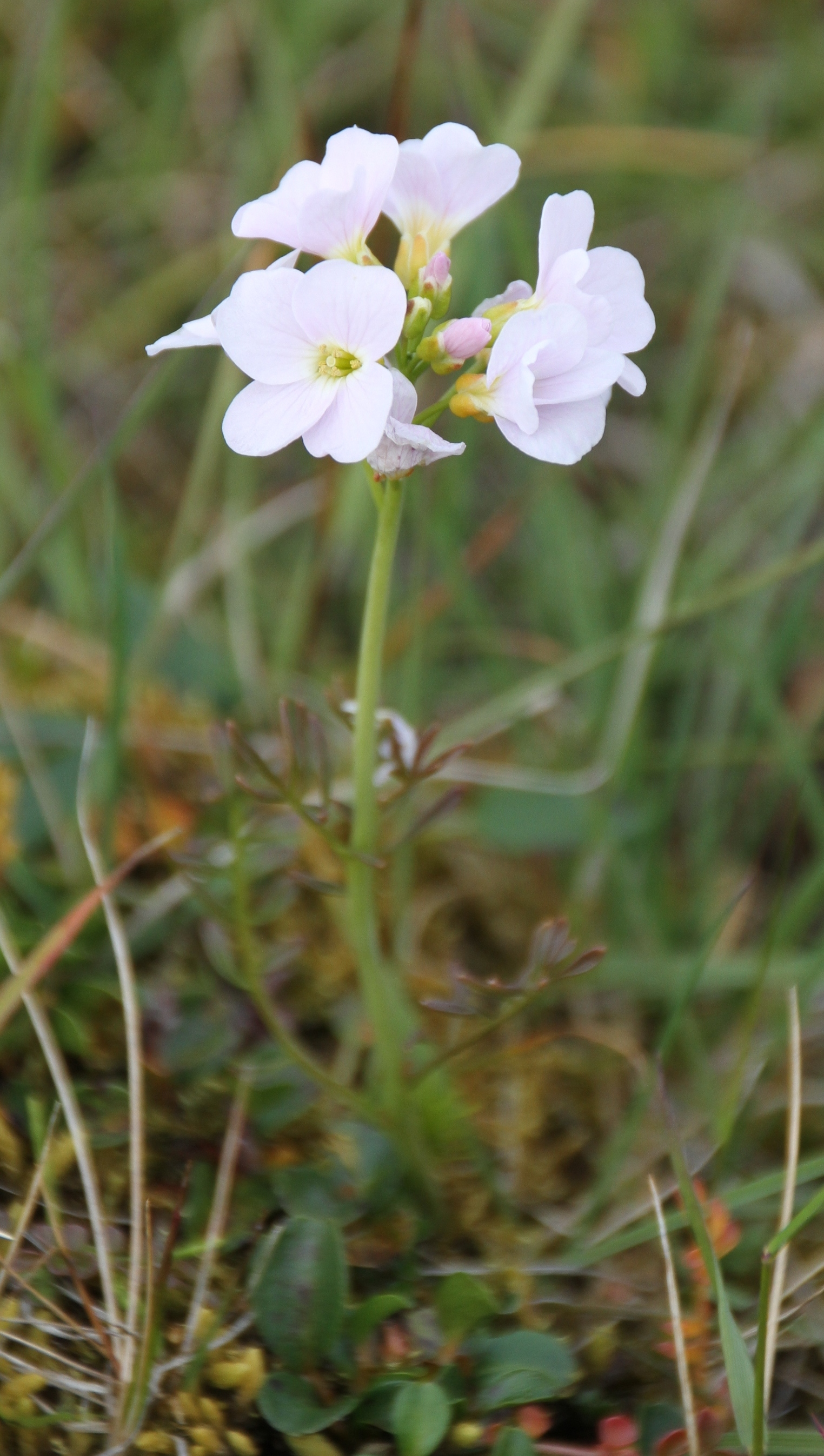
Cardamine nymanii

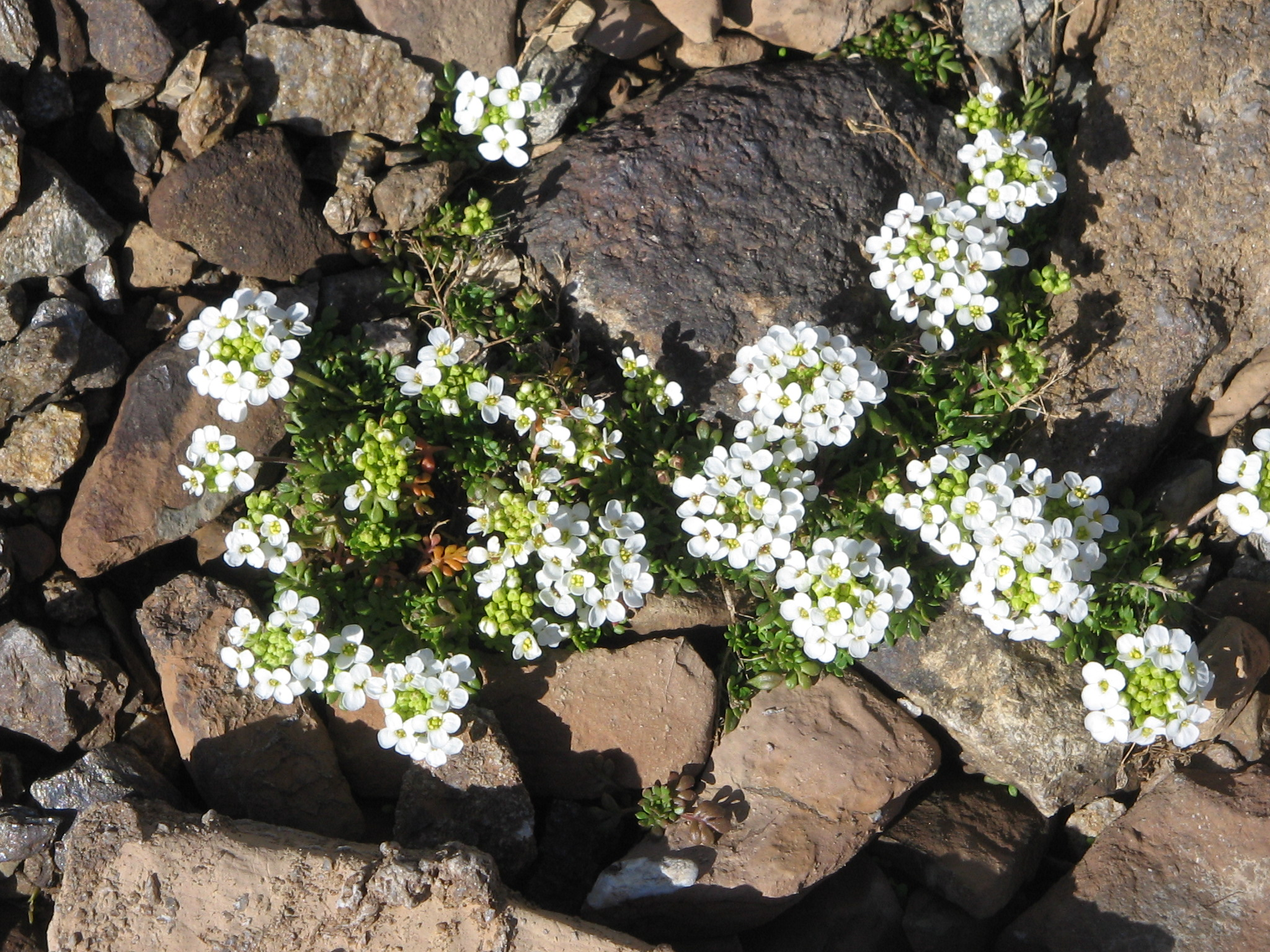
Cardamine resedifolia

A Cardamine a valódi kétszikűek csoportjába tartozó káposztafélék (Brassicaceae) családjának egyik nemzetsége. Régen foganőtt fűnek is hívták kis sarjrügyeiről, amiket a népnyelv fogaknak, illetve hagymáknak nevezett. Az ide sorolt fajokat a kakukktorma és a fogasír nevekkel jelölik, az utóbbiakat korábban külön nemzetségbe (Dentaria) sorolták.

## Előfordulásuk
Képviselői az Antarktisz kivételével mindenfelé megtalálhatók. A északi flórabirodalom területén mintegy két tucat fajt sorolnak, közülük több Magyarországon is honos.

## Megjelenésük, felépítésük
Lágy szárú (évelő és egyéves) fajok tartoznak ide. Elsősorban vegetatívan, tarackjukról szaporodnak. A káposztafélékre jellemző, négyszirmú virágai laza, végálló fürtben nőnek. A virág lehet fehér, sárga, rózsaszín vagy halvány bíbor árnyalatú.

## Felhasználásuk
Több faja sok C-vitamint tartalmaz, ezért a tüdővész, a skorbut és a fogínysorvadás gyógyítására használták (a fogasír másik jelentése: a fogra ír).
Több fajt dísznövénynek ültetnek.

## Fajok

### Magyarországon is honos fajok
- keserű kakukktorma (Cardamine amara)
- hagymás fogasír (Cardamine bulbifera) a bükkösökben és gyertyános–tölgyesekben mindenfelé
- bókoló fogasír (Cardamine enneaphyllos) Európa nagy részén, így a Dunántúlon a sziklaerdőkben, bükkösökben és elegyes erdőkben
- ikrás fogasír (Cardamine glanduligera) a Zempléni-hegységben és a Tarna vidékén (ritka, védett)
- réti kakukktorma (Cardamine pratensis)
- hármaslevelű fogasír (Cardamine trifoliolata) a Zalai-dombságon és a Zákány-őrtilosi-dombságon (a Mecsekből és a Keszthelyi-fennsíkról már kipusztult)

### Összes faj
A nemzetségbe az alábbi 227 faj tartozik:
- Cardamine abchasica Govaerts
- Cardamine africana L.
- Cardamine alberti O.E.Schulz
- Cardamine altaica Lippmaa
- Cardamine altigena Schltr. ex O.E.Schulz
- Cardamine amara L.
- Cardamine × ambigua O.E.Schulz
- Cardamine andina Phil.
- Cardamine anemonoides O.E.Schulz
- Cardamine angulata Hook.
- Cardamine angustata O.E.Schulz
- Cardamine anhuiensis D.C.Zhang & C.Z.Shao
- Cardamine × anomala (Eames) K.Schum.
- Cardamine apennina Lihová & Marhold
- Cardamine appendiculata Franch. & Sav.
- Cardamine arakiana Koidz.
- Cardamine argentina Speg.
- Cardamine armoracioides Turcz.
- Cardamine asarifolia L.
- Cardamine astoniae I.Thomps.
- Cardamine auriculata S.Watson
- Cardamine balnearia Standl. & Steyerm.
- Cardamine battagliae Cesca & Peruzzi
- Cardamine bellidifolia L.
- Cardamine bilobata Kirk
- Cardamine bipinnata (C.A.Mey.) O.E.Schulz
- Cardamine bodinieri (H.Lév.) Lauener
- Cardamine bonariensis Juss. ex Pers.
- Cardamine bradei O.E.Schulz
- Cardamine breweri S.Watson
- Cardamine bulbifera (L.) Crantz
- Cardamine bulbosa (Schreb. ex Muhl.) Britton, Sterns & Poggenb.
- Cardamine calcicola W.W.Sm.
- Cardamine caldeirarum Guthnick ex Seub.
- Cardamine californica (Nutt. ex Torr. & A.Gray) Greene
- Cardamine calthifolia H.Lév.
- Cardamine carnosa Waldst. & Kit.
- Cardamine caroides C.Y.Wu
- Cardamine castellana Lihová & Marhold
- Cardamine changbaiana Al-Shehbaz
- Cardamine chelidonia L.
- Cardamine chenopodiifolia Pers.
- Cardamine cheotaiyienii Al-Shehbaz & G.Yang
- Cardamine chilensis DC.
- Cardamine chiriensis Miyabe & Tatew.
- Cardamine ciliata Phil.
- Cardamine circaeoides Hook.f. & Thomson
- Cardamine clematitis Shuttlew. ex S.Watson
- Cardamine concatenata (Michx.) O.Schwarz
- Cardamine conferta Jurtzev
- Cardamine constancei Detling
- Cardamine cordata Barnéoud
- Cardamine cordifolia A.Gray
- Cardamine corymbosa Hook.f.
- Cardamine crassifolia Pourr.
- Cardamine cremnophila I.M.Johnst.
- Cardamine debilis Banks ex DC.
- Cardamine delavayi Franch.
- Cardamine densiflora Gontsch.
- Cardamine depressa Hook.f.
- Cardamine dichondroides (Speg.) Govaerts
- Cardamine × digenea (Gremli) O.E.Schulz
- Cardamine digitata Richardson
- Cardamine diphylla (Michx.) Alph.Wood
- Cardamine dissecta (Leavenw.) Al-Shehbaz
- Cardamine douglassii Britton
- Cardamine dubia Nicotra
- Cardamine ecuadorensis Hieron.
- Cardamine elegantula Hook.f. & Thomson
- Cardamine engleriana O.E.Schulz
- Cardamine enneaphyllos (L.) Crantz
- Cardamine × enriquei Marhold, Lihová & Perný
- Cardamine fargesiana Al-Shehbaz
- Cardamine × fischeriana O.E.Schulz
- Cardamine flaccida Cham. & Schltdl.
- Cardamine flagellifera O.E.Schulz
- Cardamine flexuosa With.
- Cardamine forsteri Govaerts
- Cardamine fragariifolia O.E.Schulz
- Cardamine franchetiana Diels
- Cardamine franklinensis I.Thomps.
- Cardamine × fringsii F.Wirtgen
- Cardamine fulcrata Greene
- Cardamine garaventae O.E.Schulz
- Cardamine geraniifolia (Poir.) DC.
- Cardamine glacialis (G.Forst.) DC.
- Cardamine glanduligera O.Schwarz
- Cardamine glauca Spreng. ex DC.
- Cardamine glechomifolia H.Lév.
- Cardamine gouldii Al-Shehbaz
- Cardamine gracilis (O.E.Schulz) T.Y.Cheo & R.C.Fang
- Cardamine graeca L.
- Cardamine × grafiana O.E.Schulz
- Cardamine grandjotii O.E.Schulz
- Cardamine granulifera (Franch.) Diels
- Cardamine griffithii Hook.f. & Thomson
- Cardamine gunnii Hewson
- Cardamine × helleriana O.E.Schulz
- Cardamine heptaphylla (Vill.) O.E.Schulz
- Cardamine hirsuta L.
- Cardamine hispidula Phil.
- Cardamine holmgrenii Al-Shehbaz
- Cardamine hupingshanensis K.M.Liu, L.B.Chen, H.F.Bai & L.H.Liu
- Cardamine hydrocotyloides W.T.Wang
- Cardamine hygrophila T.Y.Cheo & R.C.Fang
- Cardamine impatiens L.
- Cardamine incisa K.Schum.
- Cardamine innovans O.E.Schulz
- Cardamine × insueta Urbanska-Worytkiewicz
- Cardamine jamesonii Hook.
- Cardamine jejuna Standl. & Steyerm.
- Cardamine jonselliana Al-Shehbaz
- Cardamine × keckii A.Kern.
- Cardamine keysseri O.E.Schulz
- Cardamine × killiasii (Brügger) Brügger
- Cardamine kitaibelii Bech.
- Cardamine komarovii Nakai
- Cardamine lacustris (E.B.G.Jones & P.N.Johnson) Heenan
- Cardamine lanceolaris Linden & Planch.
- Cardamine lazica Boiss. & Balansa ex Boiss.
- Cardamine leucantha (Tausch) O.E.Schulz
- Cardamine lihengiana Al-Shehbaz
- Cardamine lilacina Hook.
- Cardamine lineariloba I.Thomps.
- Cardamine lojanensis Al-Shehbaz
- Cardamine longii Fernald
- Cardamine longipedicellata Rollins
- Cardamine loxostemonoides O.E.Schulz
- Cardamine lyallii S.Watson
- Cardamine lyrata Bunge
- Cardamine macrocarpa Brandegee
- Cardamine macrophylla Willd.
- Cardamine macrostachya Phil.
- Cardamine marholdii Tzvelev
- Cardamine maritima DC.
- Cardamine maxima (Nutt.) Alph.Wood
- Cardamine mexicana O.E.Schulz
- Cardamine micranthera Rollins
- Cardamine microphylla Adams
- Cardamine microthrix I.Thomps.
- Cardamine microzyga O.E.Schulz
- Cardamine millsiana Nakai
- Cardamine moirensis I.Thomps.
- Cardamine montelucii Brilli-Catt. & Gubellini
- Cardamine multiflora T.Y.Cheo & R.C.Fang
- Cardamine multijuga Franch.
- Cardamine nepalensis N.Kurosaki & H.Ohba
- Cardamine niigatensis H.Hara
- Cardamine nipponica Franch. & Sav.
- Cardamine nuttallii Greene
- Cardamine obliqua Hochst. ex A.Rich.
- Cardamine occidentalis (S.Watson ex B.L.Rob.) Howell
- Cardamine ocoana O.E.Schulz
- Cardamine oligosperma Nutt.
- Cardamine opizii J. Presl & C. Presl
- Cardamine ovata Benth.
- Cardamine pacensis Romero
- Cardamine pachystigma (S.Watson) Rollins
- Cardamine papillata I.Thomps.
- Cardamine papuana (Lauterb.) O.E.Schulz
- Cardamine parviflora L.
- Cardamine pattersonii L.F.Hend.
- Cardamine paucifolia Hand.-Mazz.
- Cardamine paucijuga Turcz.
- Cardamine × paxiana O.E.Schulz
- Cardamine pedata Regel & Tiling
- Cardamine penduliflora O.E.Schulz
- Cardamine pensylvanica Muhl. ex Willd.
- Cardamine pentaphyllos (L.) Crantz
- Cardamine penzesii Ancev & Marhold
- Cardamine petiolulata Phil. ex O.E.Schulz
- Cardamine picta Hook.
- Cardamine plumieri Vill.
- Cardamine porphyrophylla Ekman ex Urb.
- Cardamine pratensis L.
- Cardamine prorepens Fisch. ex DC.
- Cardamine pseudowasabi H.Shin & Y.D. Kim
- Cardamine pulchella (Hook.f. & Thomson) Al-Shehbaz & G.Yang
- Cardamine punicea Turcz.
- Cardamine purpurascens (O.E.Schulz) Al-Shehbaz & al.
- Cardamine purpurea Cham. & Schltdl.
- Cardamine ramosa Rollins
- Cardamine raphanifolia Pourr.
- Cardamine repens (Franch.) Diels
- Cardamine resedifolia L.
- Cardamine rhizomata Rollins
- Cardamine robusta I.Thomps.
- Cardamine rockii O.E.Schulz
- Cardamine rostrata Griseb.
- Cardamine rotundifolia Michx.
- Cardamine rupicola (O.E.Schulz) C.L.Hitchc.
- Cardamine scaposa Franch.
- Cardamine schinziana O.E.Schulz
- Cardamine × schulzii Urbanska-Worytkiewicz
- Cardamine scutata Thunb.
- Cardamine seravschanica Botsch.
- Cardamine silana Marhold & Perný
- Cardamine simplex Hand.-Mazz.
- Cardamine solisii Phil.
- Cardamine stenoloba Hemsl.
- Cardamine subterranea Larrañaga
- Cardamine tanakae Franch. & Sav.
- Cardamine tangutorum O.E.Schulz
- Cardamine tenera S.G.Gmel. ex C.A.Mey.
- Cardamine tenuifolia Hook.
- Cardamine tenuirostris Hook. & Arn.
- Cardamine thyrsoidea O.E.Schulz
- Cardamine trichocarpa Hochst. ex A.Rich.
- Cardamine trifida (Lam. ex Poir.) B.M.G.Jones
- Cardamine trifolia L.
- Cardamine trifoliolata Hook.f. & Thomson
- Cardamine tryssa I.Thomps.
- Cardamine tuberosa DC.
- Cardamine uliginosa M.Bieb.
- Cardamine × undulata De Laramb. & Timb.-Lagr.
- Cardamine valdiviana Phil.
- Cardamine variabilis Phil.
- Cardamine victoris N.Busch
- Cardamine violacea (D.Don) Wall.
- Cardamine volkmannii Phil.
- Cardamine vulgaris Phil.
- Cardamine × zahlbruckneriana O.E.Schulz
- Cardamine quinquefolia (M.Bieb.) Schmalh.
- Cardamine waldsteinii Dyer
- Cardamine × wettsteiniana O.E.Schulz
- Cardamine yezoensis Maxim.
- Cardamine yunnanensis Franch.